# Le Lion-d'Angers
Pour les articles homonymes, voir Lion (homonymie).
Le Lion-d'Angers est une commune française située dans le département de Maine-et-Loire, en région Pays de la Loire.
Elle est créée le 1er janvier 2016, sous le statut de commune nouvelle, par la fusion du Lion-d'Angers et de sa voisine Andigné.
La ville est connue pour son hippodrome, et la compétition qui s'y tient chaque année : le Mondial du Lion.

## Géographie

### Localisation
La commune du Lion-d'Angers est située à 26 km d'Angers et à 15 km de Segré.
Il convient de se reporter aux articles consacrés aux anciennes communes fusionnées.

### Communes limitrophes
| Segré-en-Anjou Bleu |               | Montreuil-sur-Maine |
|                     | Lion-d'Angers | Thorigné-d'Anjou    |
| Erdre-en-Anjou      |               | Grez-Neuville       |

### Transports
La ville est desservi par le réseau de bus Aléop. Autrefois, le train passait mais le réseau s'est arrêté.

### Climat
Pour des articles plus généraux, voir Climat des Pays de la Loire et Climat de Maine-et-Loire.
En 2010, le climat de la commune est de type climat océanique altéré, selon une étude du CNRS s'appuyant sur une série de données couvrant la période 1971-2000. En 2020, Météo-France publie une typologie des climats de la France métropolitaine dans laquelle la commune est exposée à un climat océanique et est dans une zone de transition entre les régions climatiques « Bretagne orientale et méridionale, Pays nantais, Vendée » et « Moyenne vallée de la Loire ». 
Pour la période 1971-2000, la température annuelle moyenne est de 11,9 °C, avec une amplitude thermique annuelle de 14 °C. Le cumul annuel moyen de précipitations est de 683 mm, avec 11,4 jours de précipitations en janvier et 5,9 jours en juillet. Pour la période 1991-2020, la température moyenne annuelle observée sur la station météorologique de Météo-France la plus proche, « Segré_sapc », sur la commune de Segré-en-Anjou Bleu à 14 km à vol d'oiseau, est de 12,8 °C et le cumul annuel moyen de précipitations est de 704,6 mm,. Pour l'avenir, les paramètres climatiques de la commune estimés pour 2050 selon différents scénarios d'émission de gaz à effet de serre sont consultables sur un site dédié publié par Météo-France en novembre 2022.

## Urbanisme

### Typologie
Au 1er janvier 2024, Le Lion-d'Angers est catégorisée bourg rural, selon la nouvelle grille communale de densité à sept niveaux définie par l'Insee en 2022.
Elle appartient à l'unité urbaine de Le Lion-d'Angers, une unité urbaine monocommunale constituant une ville isolée,. Par ailleurs la commune fait partie de l'aire d'attraction d'Angers, dont elle est une commune de la couronne,. Cette aire, qui regroupe 81 communes, est catégorisée dans les aires de 200 000 à moins de 700 000 habitants,.

## Toponymie
L'origine du mot Lion dans le nom de la commune viendrait vraisemblablement de Légion. On rapporte qu'une légion romaine de César s'y serait établie à l'époque gallo-romaine. Plus tard, au Xe siècle, Le Lion-d'Angers a eu comme nom Legio, ce qui vient soutenir cette thèse.

## Histoire
Le 1er janvier 2016, Le Lion-d'Angers (ancienne commune) fusionne avec la commune voisine d'Andigné. Le chef-lieu de la commune nouvelle est fixé au Lion-d'Angers. Pour l'histoire antérieure à 2016, il convient de se reporter aux articles consacrés aux anciennes communes fusionnées.

## Politique et administration

### Administration municipale
| Période        | Période                   | Identité        | Étiquette | Qualité                                                        |
| -------------- | ------------------------- | --------------- | --------- | -------------------------------------------------------------- |
| 8 janvier 2016 | En cours (au 27 mai 2020) | Étienne Glémot, | LR        | cadre de production vice-président de la C.C. du Lion d'Angers |

Jusqu'aux élections municipales de 2020, le conseil municipal de la nouvelle commune était constitué de l'ensemble des conseillers municipaux des anciennes communes.

### Communes déléguées
| Nom                      | Code Insee | Intercommunalité                 | Superficie (km2) | Population (dernière pop. légale) | Densité (hab./km2) |
| ------------------------ | ---------- | -------------------------------- | ---------------- | --------------------------------- | ------------------ |
| Le Lion-d'Angers (siège) | 49176      | CC de la Région du Lion d'Angers | 41,11            | 4 077 (2013)                      | 99                 |
| Andigné                  | 49005      | CC de la Région du Lion d'Angers | 6,63             | 388 (2013)                        | 59                 |

### Intercommunalité
La commune est membre de la communauté de communes des Vallées du Haut-Anjou, elle-même membre du syndicat mixte Pays de l'Anjou bleu, Pays segréen.

### Jumelages
La commune est jumelée avec  ;
- Bad Buchau (Allemagne) ;

## Population et société

### Évolution démographique
L'évolution du nombre d'habitants est connue à travers les recensements de la population effectués dans la commune depuis sa création.

En 2022, la commune comptait 5 343 habitants, en évolution de +9,71 % par rapport à 2016 (Maine-et-Loire : +2,12 %, France hors Mayotte : +2,11 %).
| 2014  | 2019  | 2022  |
| ----- | ----- | ----- |
| 4 665 | 5 023 | 5 343 |

## Économie

### Revenus de la population et fiscalité
Le revenu fiscal médian par ménage sur Le Lion-d'Angers est en 2018 de 21 430 €, pour une moyenne sur le département de 21 110 €.

### Population active et emploi
La population âgée de 15 à 64 ans s'élève en 2017 à 2 968 personnes (pour 2 436 en 2007), parmi lesquelles on comptait 81 % d'actifs dont 74 % ayant un emploi et 7 % de chômeurs.
En 2017 on comptait 2 161 emplois dans la commune, contre 1 995 en 2007. Le nombre d'actifs ayant un emploi résidant dans la commune est de 2 202. L'indicateur de concentration d'emploi est de 98 %, ce qui signifie que la commune offre un nombre d'emplois presque identique au nombre d'actifs, indicateur en baisse par rapport à 2007 (113 %).

## Culture et patrimoine
Il convient de se reporter aux articles consacrés aux anciennes communes fusionnées.